# Ius primae noctis

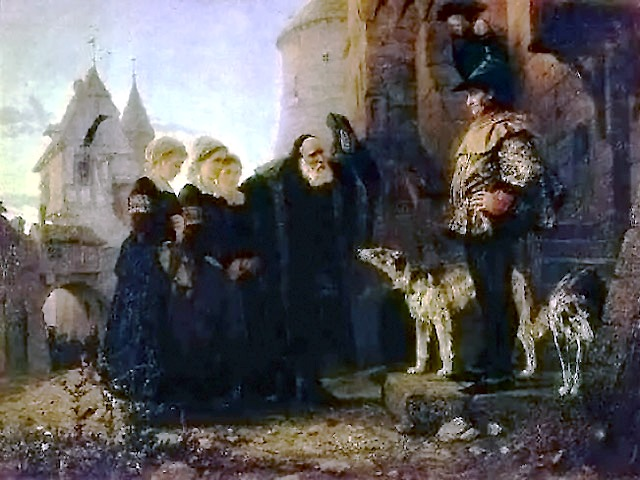
Vaszilij Polenov: Le droit du Seigneur (1874),
öregember vezeti hajadon leányait a földesúr színe elé.

A ius primae noctis (latin kifejezés) avagy az első éjszaka joga a feudális földesúr joga, hogy birtokának jobbágy sorban lévő szüzeitől maga vegye el a szüzességüket. Nincs bizonyíték arra, hogy a gyakorlatban is létezett volna. Ezzel kapcsolatos az úgynevezett droit du seigneur (dʀwa dy sɛɲœʀ; „a földesúr joga”) fogalma, mely ugyan eredetileg számos más jogot is magába foglalt (adóztatás, vadászat stb.), mára azonban főleg az első éjszaka joga kapcsán említik.

## Története
A középkori „első éjszaka jogának” létezése népszerű vitatéma volt a 19. században. Bár ma már a történészi szakvélemények elsöprő többsége szerint semmiféle autentikus bizonysága nincs efféle szokás létezésének a középkorban, a vita változatlanul folyik a közkeletű szóbeszéd eredete, értelme és fejlődésének útja felől, nem is beszélve a hiedelem szimbolikus jelentőségéről.
A késő középkor Európájában általánosan elterjedt nézet volt, hogy valamiféle ius primae noctis egy igen ősi privilégiuma a földesúrnak, és nevezetesen abban állna e jog, hogy a parasztok frissen oltár elé vezetett asszonyával annak nászéjszakáján előbb az úrnak áll hatalmában megosztani az ágyát, még a férj előtt. Ennek a hiedelemnek sok más között alapja lehet az alávetettség extrém, szimbolikus jelentőségű eltúlzása, illetve a látványos státuszkülönbségek lassú eltűnésének korában az osztályok közötti közlekedés rangkülönbséget hangsúlyozni kívánó merev, az alávetettek számára megalázó formái.
E népszerű hiedelem eredetét nem könnyű kinyomozni. Egy 16. századi forrásunk, Hector Boece skót történész említést tesz egy állítólagos skót király, III. Evenus törvényéről, amely szerint: „A birtok uráé minden szűzlány szüzessége, aki a birtokán lakik.” A legenda szerint Skóciai Szent Margit, III. Malcolm, kegyességéről híres felesége sürgetésére váltották ki ezt a jus primae noctist a „menyasszonyadóval”, melynek neve merchet. A történet szépséghibája, hogy III. Evenus nevű királyuk nincs a skótoknak, és Boece előadása számos egyéb nyilvánvalóan fiktív részletet tartalmaz még. A 13. és 14. századi irodalomban, valamint a 15. és 16. századi szokásjogot rögzítő forrásokban ugyancsak találkozhatunk a fogalommal, a jus primae noctis a jelek szerint valamiféle házassági adóra utal, amit (korábban) nem szabad jogállásúaknak kellett fizetniük, ha házasságot kötöttek. Jó okkal feltételezhejtük, hogy ez az intézmény a kora középkorra nyúlik vissza, gyökereit a nem szabadok jogállását szabályozó rendelkezések és a gael házasodási szokások közt kell keresni.

## Más, hasonló elemekkel bíró hagyományok
Egyes kutatók tartják magukat a vélekedéshez, mely szerint a jus primae noctis mégiscsak létezett a középkori Európában, és hogy talán olyasféle hagyomány lehetett, mint az ókori Mezopotámiából és a 13. századi Tibetből ismert deflorációs rítusok (Evans 1979:30). A mezopotámiai irodalomban az első éjszaka joga mint a rangban előkelőbb férfi előjoga, melynek értelmében az ifjú ara szüzességét maga veheti el, igen régi toposz, olyan régi említésekkel bír, mint a Gilgames-eposz (Kr. e. 2000 körülről). Bár a mezopotámiai történetek és a középkori Európa ius primae noctisszal kapcsolatos legendái igencsak eltérő kulturális hagyományban gyökereznek, abban megegyeznek, hogy a fenti jog a rangban előkelőbbeket illeti.
Hérodotosz beszámol arról, hogy a Kr. e. 5. századi Babilonban a szüzek kimondottan kötelezve voltak arra, hogy Istár templomában kéjhölgyi szolgálatokat lássanak el, és így férjhezmenetelük előtt veszítsék el a szüzességüket, idegentől (Hérodotosz I.199).
Marco Polo írja az Il Milionéban a 13. századi Tibetről: „Errefelé a népek nem szívesen vesznek el szűzlányt feleségül, sőt kimondottan ragaszkodnak hozzá, hogy legyen előzetesen számottevő tapasztalata az arának az ellenkező nemmel” (Evans 1979:30). A ius primae noctis létezésének pártján álló kutatók szerint ez a tibeti analógia és más kultúrák hasonló szokásai arra engednek következtetni, hogy az európai jelenség és a Gilgames-eposzban említett gyakorlat nem a zsarnoki felsőbbség akaratának érvényesítése női alattvalói felett, hanem afféle „rituális defloráció”, mellyel a „közösség mintegy megtámogatja az egyént [értsd: az ifjú férjet]”, azaz leveszi a válláról a szüzesség elvételének terhét (Evans 1979:30).

## Kulturális referenciák
- Az olaszországi Ivrea karneváli hagyományai között szerepet játszik egy bizonyos Mugnaia („a molnár lánya”) figurája, állítólag annak emlékeként, hogy az egyszeri molnárleány volt olyan bátor, és az első éjszaka „jogát” érvényesíteni óhajtó herceg nyakát elvágta, majd felkelést robbantott ki.
- Claude Jordan a Voyages historiques de l'Europe című művében (IV.140–141), mely először 1694-ben jelent meg, Boece-hez hasonlóan ismerteti a szokást, de a változást a 10. századi I. Malcolmnak tulajdonítja.
- Voltaire írt 1762-ben egy komédiát Le droit du seigneur avagy L'écueil du sage cím alatt (ISBN 2-911825-04-7), de csak 1779-ben, a halála után adták elő.
- Aphra Behn novellája: Oroonoko (1688).
- Lorenzaccio (1834) – Alfred de Musset.
- Figaro házassága (1778) – Beaumarchais.
- Woman, Church and State (1893) – Matilda Joslyn Gage.[6]
- Hadúr című film (The War Lord), Charlton Heston szereplésével.
- A jövő hírnöke című filmben Kevin Costner főszereplésével, Bethlehem tábornok (Will Patton) egy kis városban élni szeretne az első éjszaka jogával.
- A Ghymes zenekar Szikraszemű című albumán Dózsa György életét dolgozták fel. A Szemet szemért! című dalban említik az első éjszaka jogát.
- Eric Knight: Sam Small csodálatos élete.
- A népszerű amerikai televíziós sorozat, a "The Office"-harmadik évadának egyik epizódjában Michael Scott (Steve Carell) hibásan használja a kifejezést[7]